# 鬼北町立近永小学校
鬼北町立近永小学校（きほくちょうりつ ちかながしょうがっこう）は、愛媛県北宇和郡鬼北町にある公立小学校。

## 沿革
- 2005年（平成17年）1月1日 - 小学校の立地する北宇和郡広見町が同郡日吉村と合併して鬼北町となったのに伴い、鬼北町立近永小学校と改称。

## 周辺
- 愛媛県立北宇和高等学校
- 鬼北町立広見中学校
- 奈良川

## アクセス
- JR予土線 近永駅から南西へ700m
- 宇和島バス 近永小学校前にて下車
- 愛媛県道316号奈良近永線沿い